# Бестселер
Бестселер (енгл. bestseller – оно што се најбоље продаје), назив за књигу која одмах по изласку из штампе, обично краткотрајно, постиже високе продајне тираже, било због актуелности теме, моде, тренутног укуса, потребе или пропаганде која је прати. Неки од примера су серијали о Харију Потеру, Господар прстенова и Да Винчијев код. Ипак, неке књиге могу да буду бестселери дуго времена, као на пример Библија.